# Eugène Joseph Delporte
Eugène Joseph Delporte (Genappe, 10 de enero de 1882–Uccle, 19 de octubre de 1955) fue un astrónomo belga conocido por sus múltiples descubrimientos de asteroides.

## Investigación
En 1903 recibe el título de doctor en Ciencias con honores de primera clase en física y matemática. Ese mismo año pasa a trabajar al Real Observatorio de Bélgica como asistente voluntario. Al año siguiente obtiene la categoría de asistente para convertirse en astrónomo asistente 5 años más tarde en 1909. Alcanzaría la plaza de astrónomo en 1924. Doce años después fue hecho director del Observatorio dedicándose el resto de su carrera a la observación de planetas menores.
Descubrió un total de 66 asteroides. Entre sus descubrimientos más importantes se encuentra el asteroide (1221) Amor (que daría nombre a los asteroides Amor) y el asteroide asteroide Apolo (2101) Adonis. Descubrió o co-descubrió también algunos cometas incluyendo el cometa periódico 57P/du Toit-Neujmin-Delporte. Trabajó en el Real Observatorio de Bélgica situado en la ciudad de Uccle (de la que derivaría el nombre del asteroide (1276) Ucclia).
En 1930 fijó el sistema moderno de límites entre las constelaciones del cielo, siguiendo líneas de ascensión recta y declinación de la época B1875.0.

### Distinciones
Premios
- Premio Agathon de Potter por el Real Observatorio de Bélgica (1928)
- Distinción "Doyen du Travail", máxima distinción belga a un científico.

Epónimos
- Cráter lunar Delporte.

## Fuente
- «Obituary Notices : Eugene Joseph Delporte». Monthly Notices of the Royal Astronomical Society 116: 143. 1956. (en inglés)

## Lista de asteroides descubiertos
| Asteroides descubiertos: 66 | Asteroides descubiertos: 66 |
| --------------------------- | --------------------------- |
| (1052) Belgica              | 15 de noviembre de 1925     |
| (1068) Nofretete            | 13 de septiembre de 1926    |
| (1122) Neith                | 17 de septiembre de 1928    |
| (1124) Stroobantia          | 6 de octubre de 1928        |
| (1128) Astrid               | 10 de marzo de 1929         |
| (1145) Robelmonte           | 3 de febrero de 1929        |
| (1168) Brandia              | 25 de agosto de 1930        |
| (1170) Siva                 | 29 de septiembre de 1930    |
| (1176) Lucidor              | 15 de noviembre de 1930     |
| (1199) Geldonia             | 14 de septiembre de 1931    |
| (1217) Maximiliana          | 13 de marzo de 1932         |
| (1221) Amor                 | 12 de marzo de 1932         |
| (1222) Tina                 | 11 de junio de 1932         |
| (1239) Queteleta            | 4 de febrero de 1932        |
| (1261) Legia                | 23 de marzo de 1933         |
| (1274) Delportia            | 28 de noviembre de 1932     |
| (1276) Ucclia               | 24 de enero de 1933         |
| (1280) Baillauda            | 18 de agosto de 1933        |
| (1285) Julietta             | 21 de agosto de 1933        |
| (1288) Santa                | 26 de agosto de 1933        |
| (1290) Albertine            | 21 de agosto de 1933        |
| (1291) Phryne               | 15 de septiembre de 1933    |

| Asteroides descubiertos: 66 | Asteroides descubiertos: 66 |
| --------------------------- | --------------------------- |
| (1293) Sonja                | 26 de septiembre de 1933    |
| (1294) Antwerpia            | 24 de octubre de 1933       |
| (1329) Eliane               | 23 de marzo de 1933         |
| (1341) Edmée                | 27 de enero de 1935         |
| (1350) Rosselia             | 3 de octubre de 1934        |
| (1361) Leuschneria          | 30 de agosto de 1935        |
| (1363) Herberta             | 30 de agosto de 1935        |
| (1366) Piccolo              | 29 de noviembre de 1932     |
| (1374) Isora                | 21 de octubre de 1935       |
| (1375) Alfreda              | 22 de octubre de 1935       |
| (1388) Aphrodite            | 24 de septiembre de 1935    |
| (1401) Lavonne              | 22 de octubre de 1935       |
| (1433) Geramtina            | 30 de octubre de 1937       |
| (1476) Cox                  | 10 de septiembre de 1936    |
| (1486) Marilyn              | 23 de agosto de 1938        |
| (1491) Balduinus            | 23 de febrero de 1938       |
| (1493) Sigrid               | 26 de agosto de 1938        |
| (1543) Bourgeois            | 21 de septiembre de 1941    |
| (1560) Strattonia           | 3 de diciembre de 1942      |
| (1664) Felix                | 4 de febrero de 1929        |
| (1672) Gezelle              | 29 de enero de 1935         |
| (1698) Christophe           | 10 de febrero de 1934       |

| Asteroides descubiertos: 66 | Asteroides descubiertos: 66 |
| --------------------------- | --------------------------- |
| (1707) Chantal              | 8 de septiembre de 1932     |
| (1711) Sandrine             | 29 de enero de 1935         |
| (1722) Goffin               | 23 de febrero de 1938       |
| (1724) Vladimir             | 28 de febrero de 1932       |
| (1754) Cunningham           | 29 de marzo de 1935         |
| (1848) Delvaux              | 18 de agosto de 1933        |
| (1878) Hughes               | 18 de agosto de 1933        |
| (1926) Demiddelaer          | 2 de mayo de 1935           |
| (2101) Adonis               | 12 de febrero de 1936       |
| (2213) Meeus                | 24 de septiembre de 1935    |
| (2276) Warck                | 18 de agosto de 1933        |
| (2331) Parvulesco           | 12 de marzo de 1936         |
| (2534) Houzeau              | 2 de noviembre de 1931      |
| (2545) Verbiest             | 26 de enero de 1933         |
| (2713) Luxembourg           | 19 de febrero de 1938       |
| (2819) Ensor                | 20 de octubre de 1933       |
| (2913) Horta                | 12 de octubre de 1931       |
| (3534) Sax                  | 15 de diciembre de 1936     |
| (3567) Alvema               | 15 de noviembre de 1930     |
| (3605) Davy                 | 28 de noviembre de 1932     |
| (6354) Vangelis             | 3 de abril de 1934          |
| (7043) Godart               | 2 de septiembre de 1934     |

- Datos: Q20009
- Multimedia: Eugène Joseph Delporte (astronomer) / Q20009